# Олівер Бауманн
Олівер Бауманн (нім. Oliver Baumann, нар. 2 червня 1990, Брайзах) — німецький футболіст, воротар клубу «Гоффенгайм 1899».

## Клубна кар'єра
Олівер почав займатись футболом в юнацькій команді «Бад Кроцінген». У 2002 році приєднався до академії «Фрайбурга». У складі молодіжної команди «Фрайбурга» Бауманн став чемпіоном Німеччини 2007/08, а на наступний сезон виграв молодіжний кубок Німеччини.
8 серпня 2009 року Олівер дебютував за другу команду фрайбуржців у матчі проти «Штутгартер Кікерс», яка виступала в Регіональній лізі «Південь». Бауманн вдало провів зустріч, не пропустивши жодного м'яча. У сезоні 2009/10 голкіпер зіграв ще в 19 матчах, пропустив 25 м'ячів.
8 травня 2010 року Олівер дебютував у Бундеслізі у матчі останнього туру проти дортмундської «Боруссії». Попри один пропущений Бауманном м'яч, «Фрайбург» здобув перемогу 3:1.
У сезоні 2010/11 Олівер став основним голкіпером «Фрайбурга», провівши 30 матчів у Бундеслізі, з яких 8 «на нуль», пропустив 42 м'ячі. У матчі 18-го туру проти «Санкт-Паулі» Бауманн зробив гольову передачу на Папісса Сіссе, яка дозволила зрівняти рахунок у матчі. 10 червня 2010 року голкіпер продовжив свій контракт з «Фрайбургом» до 2014 року. За наступні два сезони Олівер провів 67 ігор у Бундеслізі, у 22 з яких зумів зберегти свої ворота в недоторканності. Влітку 2011 року Бауманн продовжив свій контракт ще на 1 рік, до літа 2015 року.
19 вересня 2013 року в матчі групового етапу Ліги Європи проти «Слована» (2:2) Олівер дебютував у єврокубках.
27 жовтня 2013 року в матчі проти «Гамбурга» «Фрайбург» програв з рахунком 0:3, а у всіх трьох пропущених м'ячах був винен Бауманн, який вчинив жахливі помилки. Втім Олівер залишився основним воротарем команди на наступну гру проти «Нюрнберга» і зберіг ворота «сухими», допомігши «Фрайбургу» досягти першої перемоги у сезоні.
14 травня 2014 року Бауманн перейшов в «Гоффенгайм 1899», підписавши контракт до 2018 року». Станом на 14 вересня 2018 року відіграв за гоффенгаймський клуб 137 матчів в національному чемпіонаті.

## Виступи за збірні
2008 року дебютував у складі юнацької збірної Німеччини, взяв участь у 6 іграх на юнацькому рівні.
З 2010 року залучався до складу молодіжної збірної Німеччини. 28 травня 2013 року було оголошено, що Бауманн включений до складу молодіжної збірної для участі в молодіжному чемпіонаті Європи 2013 року в Ізраїлі. На турнірі Олівер був дублером Бернда Лено і провів лише один матч третього туру групового етапу проти збірної Росії. Попри перемогу 2:1 німці не вийшли з групи. Всього на молодіжному рівні зіграв у 12 офіційних матчах.

## Статистика виступів

### Статистика клубних виступів
| Сезон                       | Команда                     | Чемпіонат                   | Чемпіонат | Чемпіонат | Національний кубок | Національний кубок | Національний кубок | Континентальні кубки | Континентальні кубки | Континентальні кубки | Інші змагання | Інші змагання | Інші змагання | Усього | Усього |
| Сезон                       | Команда                     | Ліга                        | Ігор      | Голів     | Ліга               | Ігор               | Голів              | Ліга                 | Ігор                 | Голів                | Ліга          | Ігор          | Голів         | Ігор   | Голів  |
| --------------------------- | --------------------------- | --------------------------- | --------- | --------- | ------------------ | ------------------ | ------------------ | -------------------- | -------------------- | -------------------- | ------------- | ------------- | ------------- | ------ | ------ |
| 2009–10                     | «Фрайбург»                  | БЛ                          | 1         | -1        | КН                 | -                  | -                  | -                    | -                    | -                    | -             | -             | -             | 1      | -1     |
| 2010–11                     | «Фрайбург»                  | БЛ                          | 30        | -42       | КН                 | 1                  | -2                 | -                    | -                    | -                    | -             | -             | -             | 31     | -44    |
| 2011–12                     | «Фрайбург»                  | БЛ                          | 33        | -57       | КН                 | 1                  | -3                 | -                    | -                    | -                    | -             | -             | -             | 34     | -60    |
| 2012–13                     | «Фрайбург»                  | БЛ                          | 34        | -40       | КН                 | 5                  | -5                 | -                    | -                    | -                    | -             | -             | -             | 39     | -45    |
| 2013–14                     | «Фрайбург»                  | БЛ                          | 33        | -58       | КН                 | 3                  | -3                 | ЛЄ                   | 6                    | -8                   | -             | -             | -             | 42     | -69    |
| Усього за «Фрайбург»        | Усього за «Фрайбург»        | Усього за «Фрайбург»        | 131       | –8        |                    | 10                 | -13                |                      | 6                    | -8                   |               |               |               | 147    | -219   |
| 2014–15                     | «Гоффенгайм 1899»           | БЛ                          | 34        | -55       | КН                 | 3                  | -4                 | -                    | -                    | -                    | -             | -             | -             | 37     | -59    |
| 2015–16                     | «Гоффенгайм 1899»           | БЛ                          | 33        | -50       | КН                 | 1                  | -2                 | -                    | -                    | -                    | -             | -             | -             | 34     | -52    |
| 2016–17                     | «Гоффенгайм 1899»           | БЛ                          | 15        | -16       | КН                 | 2                  | -2                 | -                    | -                    | -                    | -             | -             | -             | 17     | -18    |
| Усього за «Гоффенгайм 1899» | Усього за «Гоффенгайм 1899» | Усього за «Гоффенгайм 1899» | 82        | -121      |                    | 6                  | -8                 |                      |                      |                      |               |               |               | 88     | -129   |
| Усього за кар'єру           | Усього за кар'єру           | Усього за кар'єру           | 213       | -319      |                    | 16                 | -21                |                      | 6                    | -8                   |               |               |               | 235    | -348   |